# Eriopeltis varleyi
Eriopeltis varleyi är en insektsart som beskrevs av Manawadu 1986. Eriopeltis varleyi ingår i släktet Eriopeltis och familjen skålsköldlöss. Inga underarter finns listade i Catalogue of Life.